# 押野駅
押野駅（おしのえき）は、石川県野々市市押野5丁目にある北陸鉄道石川線の駅である。駅番号はI04。

## 歴史
- 1915年（大正4年）6月22日：石川鉄道の駅として開業。
- 1923年（大正12年）5月1日：金沢電気軌道が石川鉄道を買収。
- 1943年（昭和18年）10月13日：会社合併により北陸鉄道発足。

## 駅構造
単式ホーム1面1線を持つ地上駅。無人駅である。

## 利用状況
「野々市市統計書」によると、近年の1日平均乗降人員は以下の通りである。
| 年度   | 1日平均 乗降人員 |
| ------ | ---------------- |
| 2005年 | 53               |
| 2006年 | 57               |
| 2007年 | 53               |
| 2008年 | 47               |
| 2009年 | 53               |
| 2010年 | 69               |
| 2011年 | 80               |
| 2012年 | 64               |
| 2013年 | 67               |
| 2014年 | 64               |
| 2015年 | 60               |
| 2016年 | 65               |
| 2017年 | 71               |
| 2018年 | 70               |
| 2019年 | 67               |

## 駅周辺
- 柴舟小出本社
- 国道157号
- マルエー 押野店
- ラウンドワンスタジアム金沢店（総合型娯楽施設）

### バス路線
駅周辺にはのっティ北部ルートの「押野駅口」バス停がある。かつては北鉄白山バス錦町野々市線と野々市線の押野丸木バス停（香林坊方向のみ）あった。

## 隣の駅
北陸鉄道
■石川線
新西金沢駅 (I03) - 押野駅 (I04) - 野々市駅 (I05)